# Yggdrasil
Yggdrasil (zapravo Yggdrasill [ˈygˌdrasil:]; također i Mímameiðr ili Læraðr) u nordijskoj je mitologiji "Stablo svjetova". Divovsko stablo koje je spajalo svih devet svjetova germanske kozmologije. Nazivano je i "pepelno drvo" koje dobiveno od modernog skandinavskog. Ásgard, Álfheim i Vanaheim nalaze se na granama stabla. U jednoj "kutiji" koja je prolazila kroz središte, Miðgarð, oko Jotunheima ispod kojeg se nalaze Nidavellir ili Svartálfheim. Njegova tri korijena dopirala su do mjesta Helheima, Niflheima i Muspelheima, a samo prvi svijet imao je proljeće.